# Кожушко Григорій Семенович
Кожушко Григорій Семенович (12 жовтня 1880 — 23 січня 1924) — український кобзар.

## Життєпис
Народився 12 жовтня 1880 року в с. Велика Писарівка, Богодухівського повіту, Харківської губернії (Тепер Сумська область). Осліп у ранньому дитинстві від віспи. На двадцять другому році життя пішов «у науку» до С. Пасюги і пробув там чотири роки. У 1906 р. отримав «одклінщину». Часто був учасником концертів українських культурологічних товариств. Залишилися спогади про виступи кобзаря: зокрема, у Катеринославі (1911 р.), м. Саках (1913 р.), м. Вовчанську на Харківщині (1914 р.). У 1916–1917 рр. — Г. Кожушко з С. Пасюгою та І. Кучугурою-Кучеренком виступає у С.-Петербурзі, 1918 — з Є. Мовчаном кобзарює у Москві.
У репертуарі кобзаря зафіксовано чотири думи: «Про Олексія Поповича», «Про Удову», «Сестра і брат», «Івась Коновченко». Помер 23 січня 1924 року, захворівши на черевний тиф. Похований у с. Велика Писарівка.

## Замітки
У Мистецтво України записано що К. народився 30.IX (12.Х) 1880.